# Can Garriga Paleolítica
Can Garriga és un jaciment arqueològic al terme municipal de Bigues i Riells del Fai, (Vallès Oriental), declarat Bé cultural d'interès local.
Es tracta d'un jaciment propi del Paleolític Superior. El jaciment és a prop dels turons de Can Garriga, Xifreda i Rosic. El jaciment de Can Garriga ja era, des d'un principi, un indret conegut per les troballes ocasionals de peces de sílex. En un primer moment es van dur a terme prospeccions sistemàtiques de la zona fetes per membres del Museu Municipal de Sant Feliu de Codines, que estaven dirigits per Martí Garriga.
L'any 1974, es va dur a terme un sondatge al primer focus dels que s'havien localitzat. El resultat d'això va ser la localització de cinc focus on el material era més abundant. Així, cada focus va rebre un número, i d'allà que s'esmenti a vegades el jaciment de Can Garriga I o el IV. El mes d'agost de l'any 1980, es van iniciar els treballs de la primera campanya d'excavació sistemàtica, per part de membres de l'Institut de Prehistòria i Arqueologia de la Diputació de Barcelona, dirigits per E. Ripoll, J. Rovira i C. Lorencio. Fins ara es porten realitzades quatre campanyes d'excavació al llarg dels anys 1980, 1981, 1982 i 1984.
Els materials exhumats consistiren en una gran quantitat bastant homogènia d'indústria lítica (majorment de sílex), a més de restes de fauna. Es creu amb molta seguretat que el sílex procedeix dels voltants de la riera de Riells del Fai. Les peces lítiques trobades són en general làmines d'una mida més aviat petita (laminetes). Hi ha també ascles, burins i nuclis de sílex, però molt pocs raspadors. Així doncs, per les seves característiques, la indústria de Can Garriga es pot situar sense gaires complicacions en un moment corresponent al Magdalenià Final.
S'ha extret molt material, considerant l'extensió treballada en aquestes quatre campanyes d'excavació, 15 m². D'altra banda, la composició de les terres ha dificultat en gran manera la recuperació de restes òssies: han aparegut poques i en mal estat. Del que s'ha pogut documentar, s'han identificat ossos de bòvids, cérvols i cavalls. S'ha identificat també un petit os que ha estat treballat: endurit per cremació. A més a més s'ha pogut constatar un fogar, que confirma l'existència d'estructures d'habitació.